# Natasha Hamilton
Natasha Hamilton, kallad "Tash", född 17 juli 1982 i Liverpool, England, är en brittisk sångare. Hon är sedan 1999 en av medlemmarna i tjejbandet Atomic Kitten.

## Diskografi
Studioalbum med Atomic Kitten
- 2000 – Right Now
- 2002 – Feels So Good
- 2003 – Ladies Night

Hitsinglar med Atomic Kitten (topp 20 på UK Singles Chart)
- 1999 – "Right Now" (#10)
- 2000 – "See Ya" (#6)
- 2000 – "I Want Your Love" (#10)
- 2000 – "Follow Me" (#20)
- 2001 – "Whole Again" (#1)
- 2001 – "Eternal Flame" (#1)
- 2002 – "It's OK!" (#3)
- 2002 – "The Tide Is High (Get the Feeling)" (#1)
- 2002 – "The Last Goodbye" (#2)
- 2002 – "Be with You" (#2)
- 2003 – "Love Doesn't Have to Hurt" (#4)
- 2003 – "If You Come to Me" (#3)
- 2003 – "Ladies' Night" (med Kool & The Gang) (#8)
- 2004 – "Someone like Me" (#8)
- 2004 – "Right Now 2004" (#8)
- 2005 – "Cradle" (#10)

Annat
- 2007 – Round & Round (EP) – Mischa Daniëls & Tash